# Göteborgs pendeltåg
Göteborgs pendeltågssystem består av de tre linjerna Alingsåspendeln, Kungsbackapendeln och Alependeln. Pendeltågstrafiken utgår ifrån Göteborgs centralstation (Göteborg C). Tågen körs av operatören SJ Götalandståg AB på uppdrag av Västtrafik. Tågen inkluderas sedan 2015 i varumärket Västtågen.

## Trafikdygnet
Tågen trafikerar Göteborg C–Kungsbacka och Kungsbacka–Göteborg C varje kvart i rusningstrafik, varje halvtimme i normaltrafik. Resan tar 25 minuter enligt tidtabellen.
På linjerna Göteborg C–Alingsås och Alingsås–Göteborg C avgår ett tåg varje halvtimme i normaltrafik med några extraturer på morgonen och på kvällen. Resan tar 40 minuter enligt tidtabellen. 
På linjen Göteborg C–Älvängen trafikerar pendeltåg varje halvtimme utom morgon och eftermiddag då det istället är kvartstrafik. Pendeltågen är i trafik från klockan ca 04.30 till ca 01.00 på vardagar samt fram till ca 04 på fredags- och lördagsnätter samt natt före helgdag. Resan tar 27 minuter enligt tidtabellen.

## Tåglängder
Trafiken sker med tåg av Littera X11 och X61. Tåglängden varierar under trafikdygnet: I normaltrafik kör man med två enheter (fyra vagnar) per tåg, i lågtrafik med en enhet (två vagnar) och i rusningstrafik med tre enheter (sex vagnar). Maximalt kan man köra med fyra enheter (åtta vagnar). Alingsåslinjens tåg avgår normalt från spår 1 eller 2 längst söderut på Göteborg C medan Kungsbackalinjens tåg normalt avgår från spår 15 och 16.  Älvängenlinjens tåg avgår normalt från spår 10. Motiveringen för det är att tågen stör andra tåg minst möjligt på det sättet, även om det blir svårare för passagerare som ska byta mellan linjerna.

## Historik
Pendeltågstrafiken på Västra stambanan till Alingsås byggdes ut under 1960-talet. Tågen kördes både med vagnar i mitten samt ett lok i vardera ända samt med knallröda motorvagnståg som var uppkallade efter sjöar som passerades under vägen till exempel Sävelången och Mjörn. Järnvägsentusiaster förknippar ofta trafiken Göteborg–Alingsås med Humle och Dumle, ett provisoriskt pendeltåg på denna sträcka.

### Alingsåspendeln

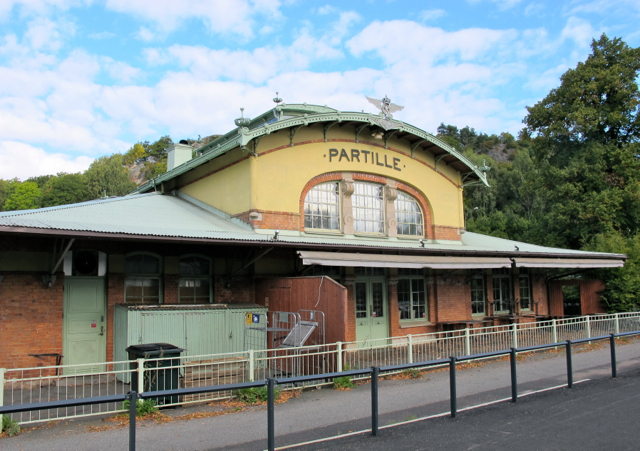
Partille station
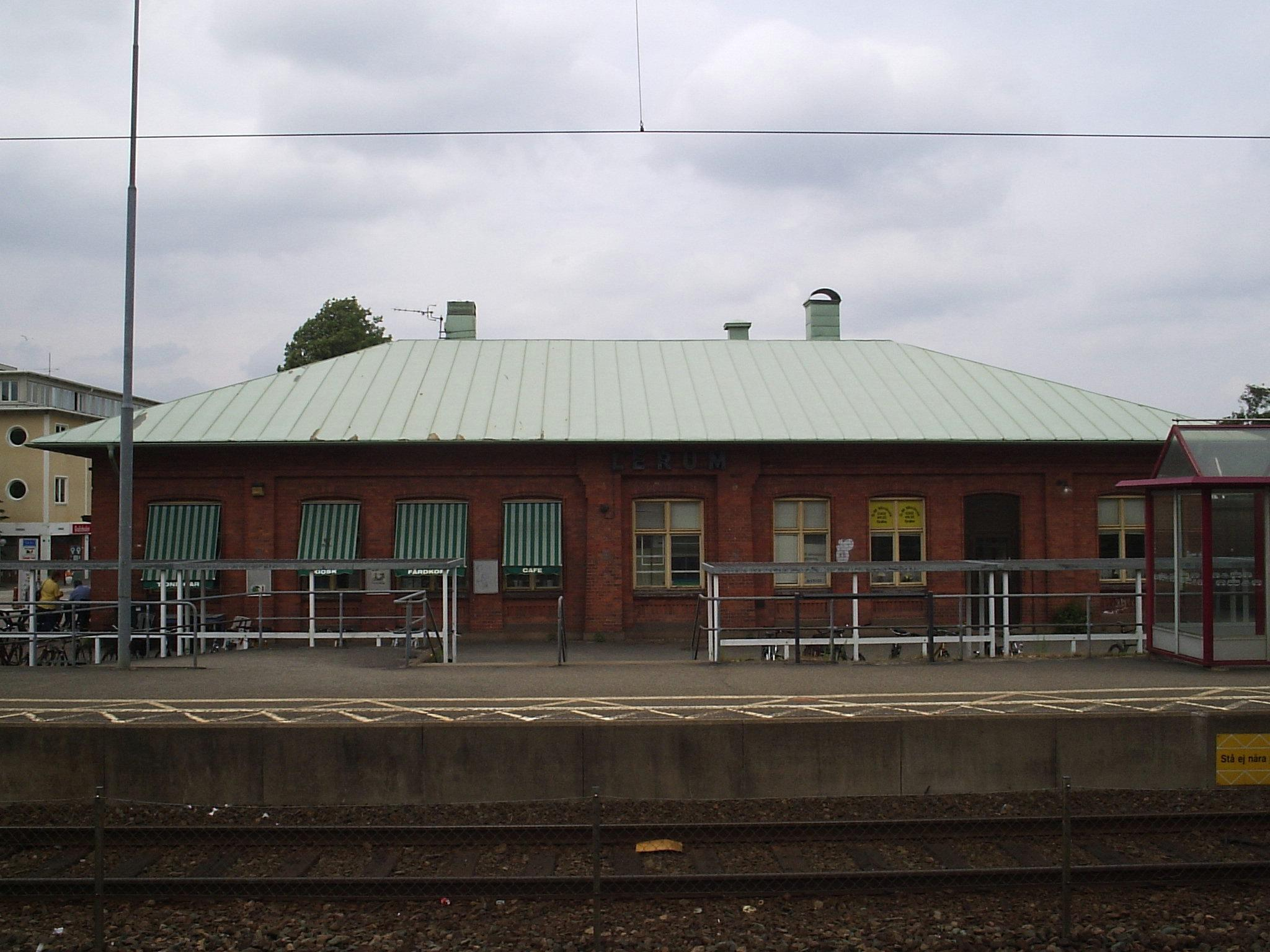
Lerums station
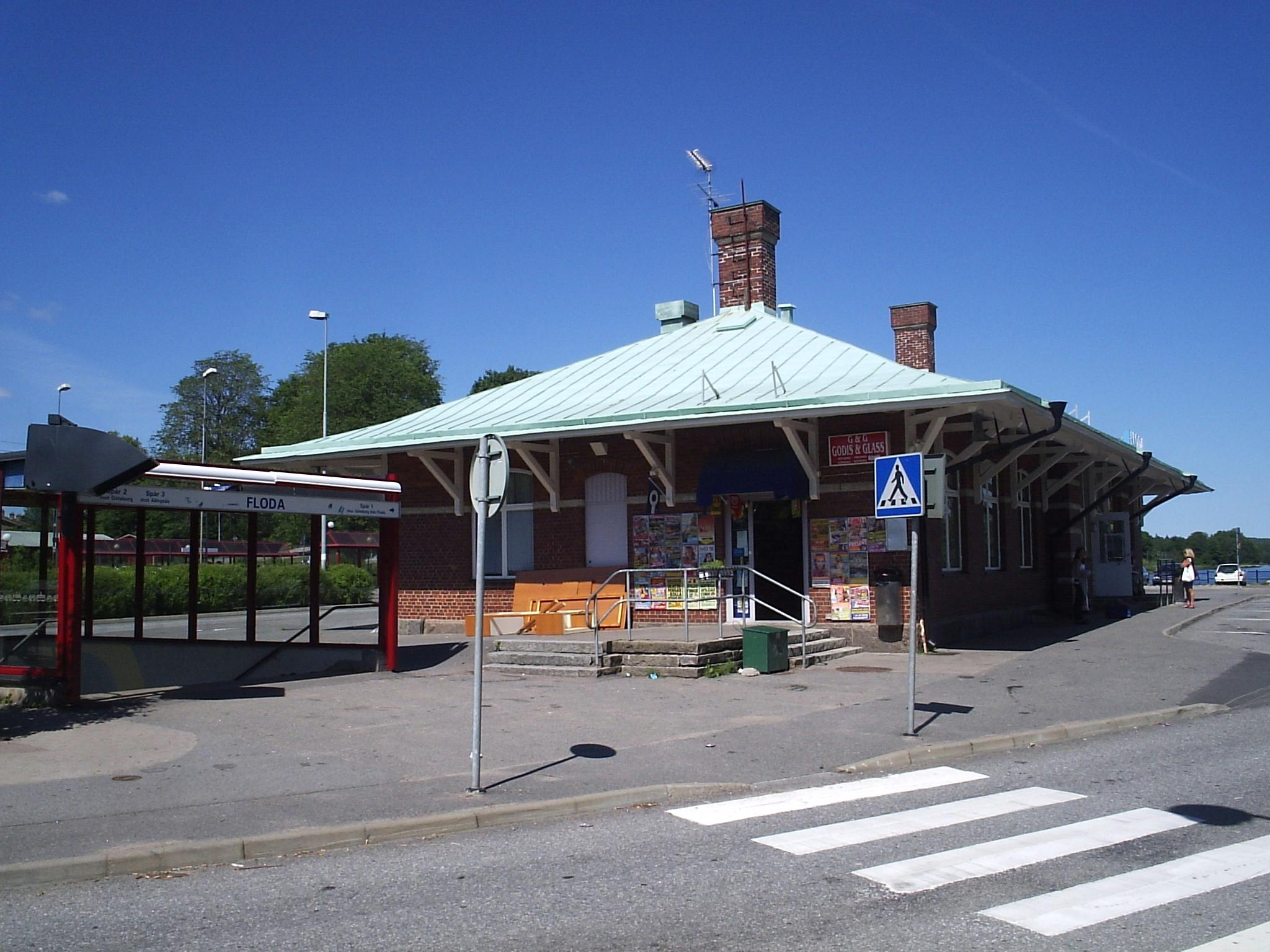
Floda station
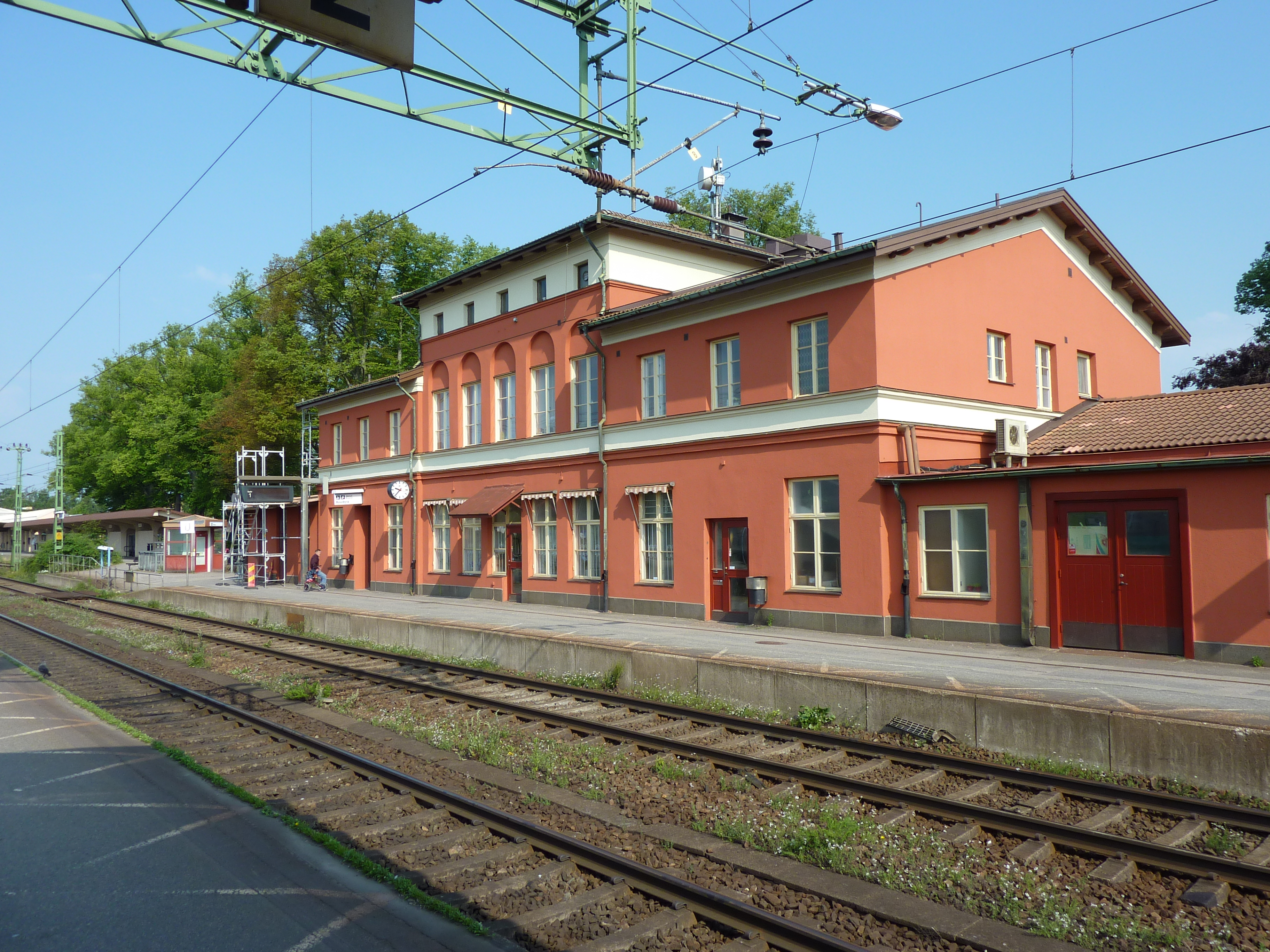
Alingsås station

Länstrafikbolaget Göteborgsregionens lokaltrafik (GL) tog över trafiken 1983. Runt 1985 byggde man om alla stationer och höjde perrongerna. Man köpte in helt nya tåg (X10) samt tog bort vissa stationer, bland andra Hedefors, som togs bort på grund av sitt nära läge till Stenkullen, få resenärer och besvärlig terräng (bland annat ligger spåren nära en rashotad brant där man inte vill ha mer markbelastning som de längre och bredare plattformarna krävde).

### Kungsbackapendeln

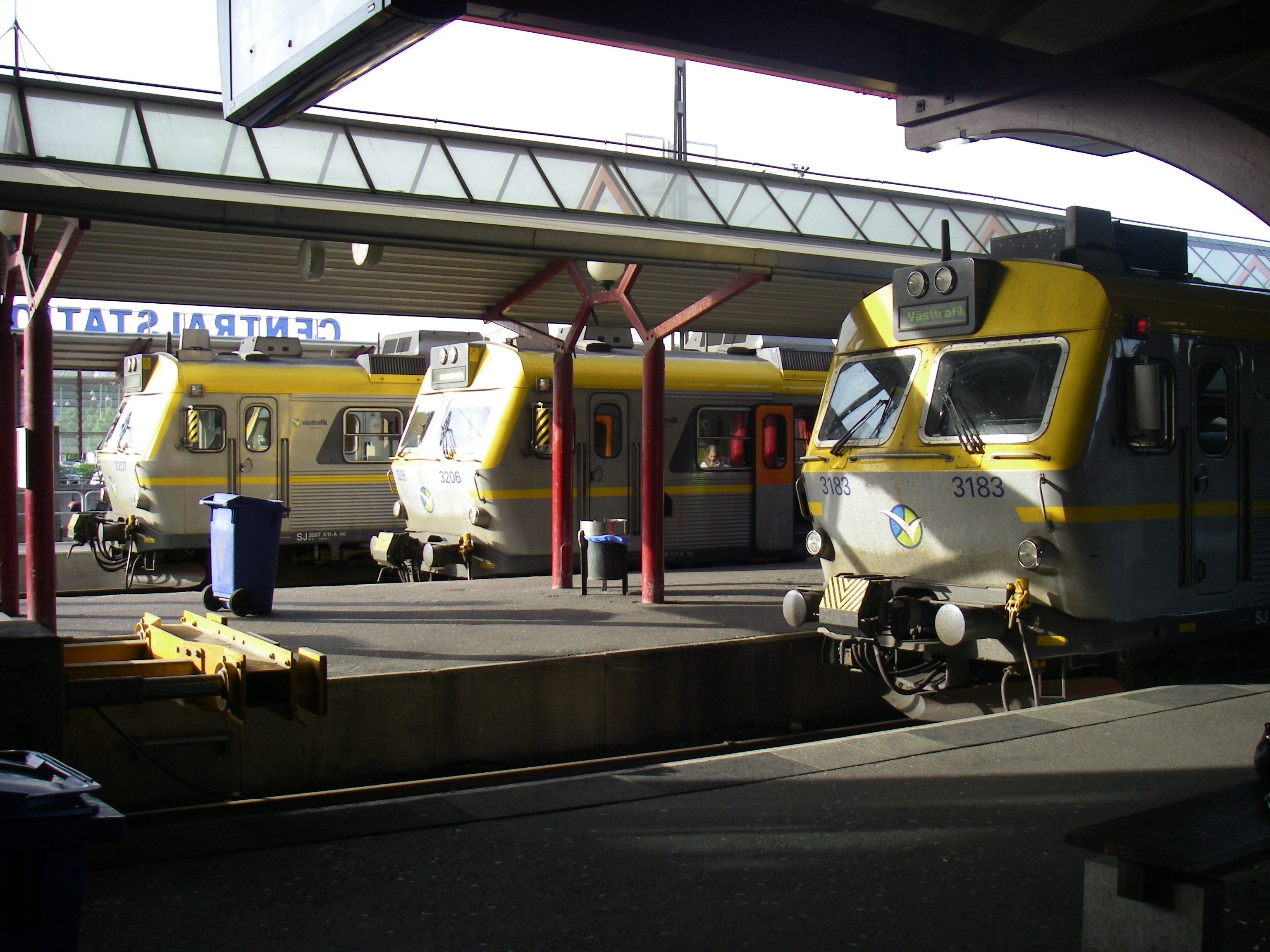
Tre pendeltåg av typ X11 på Göteborgs centralstation
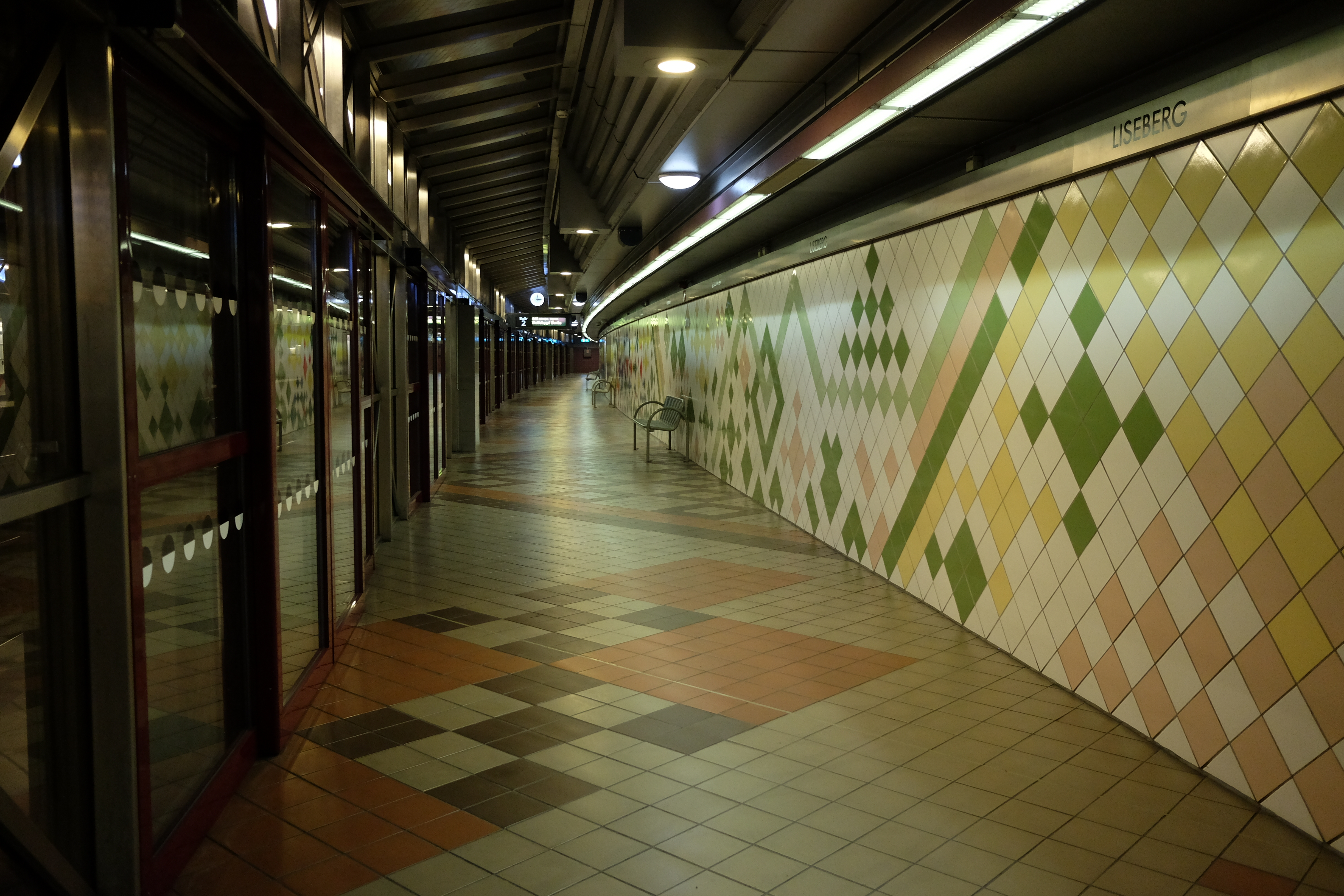
Lisebergs station
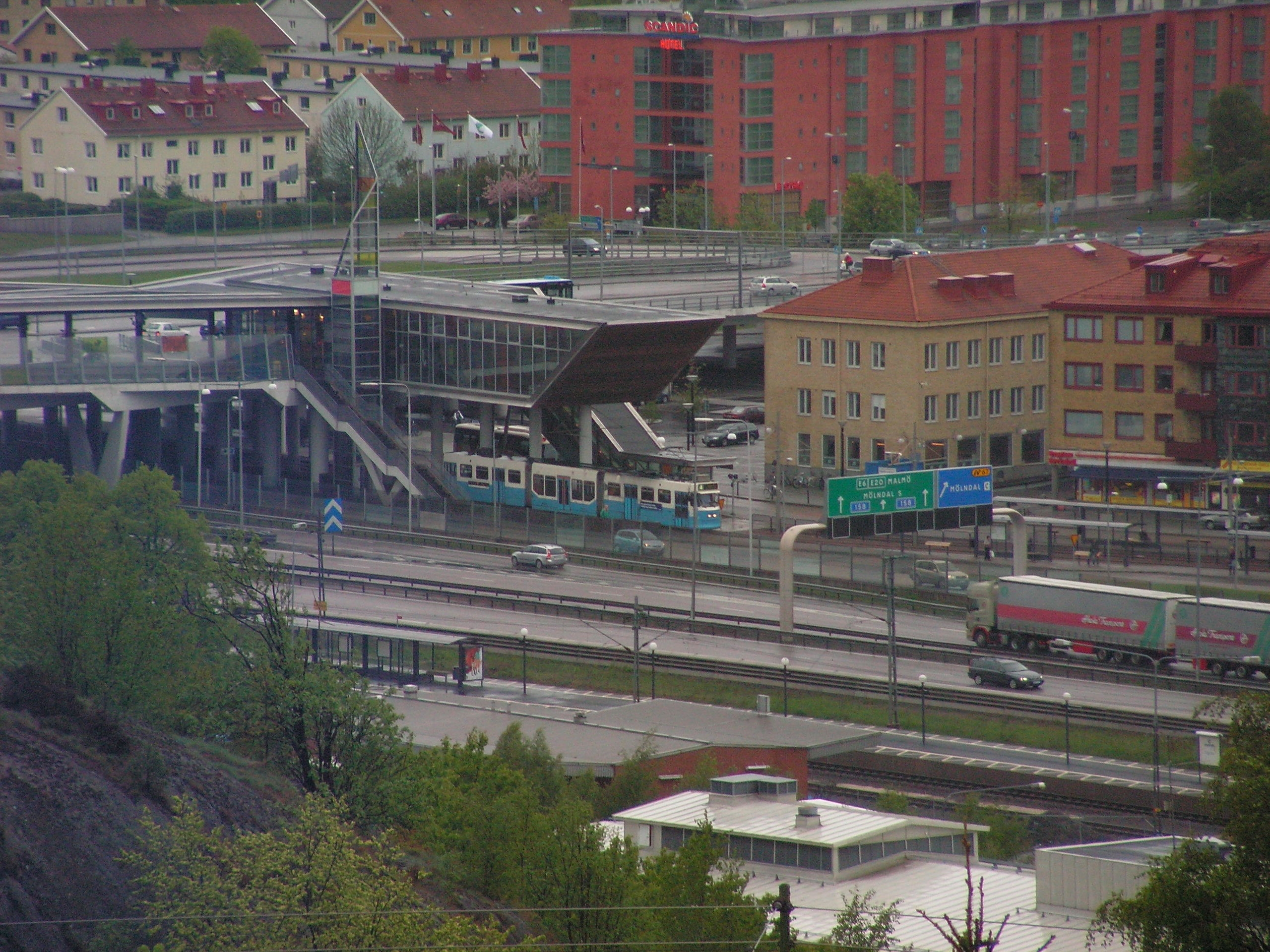
Mölndals station
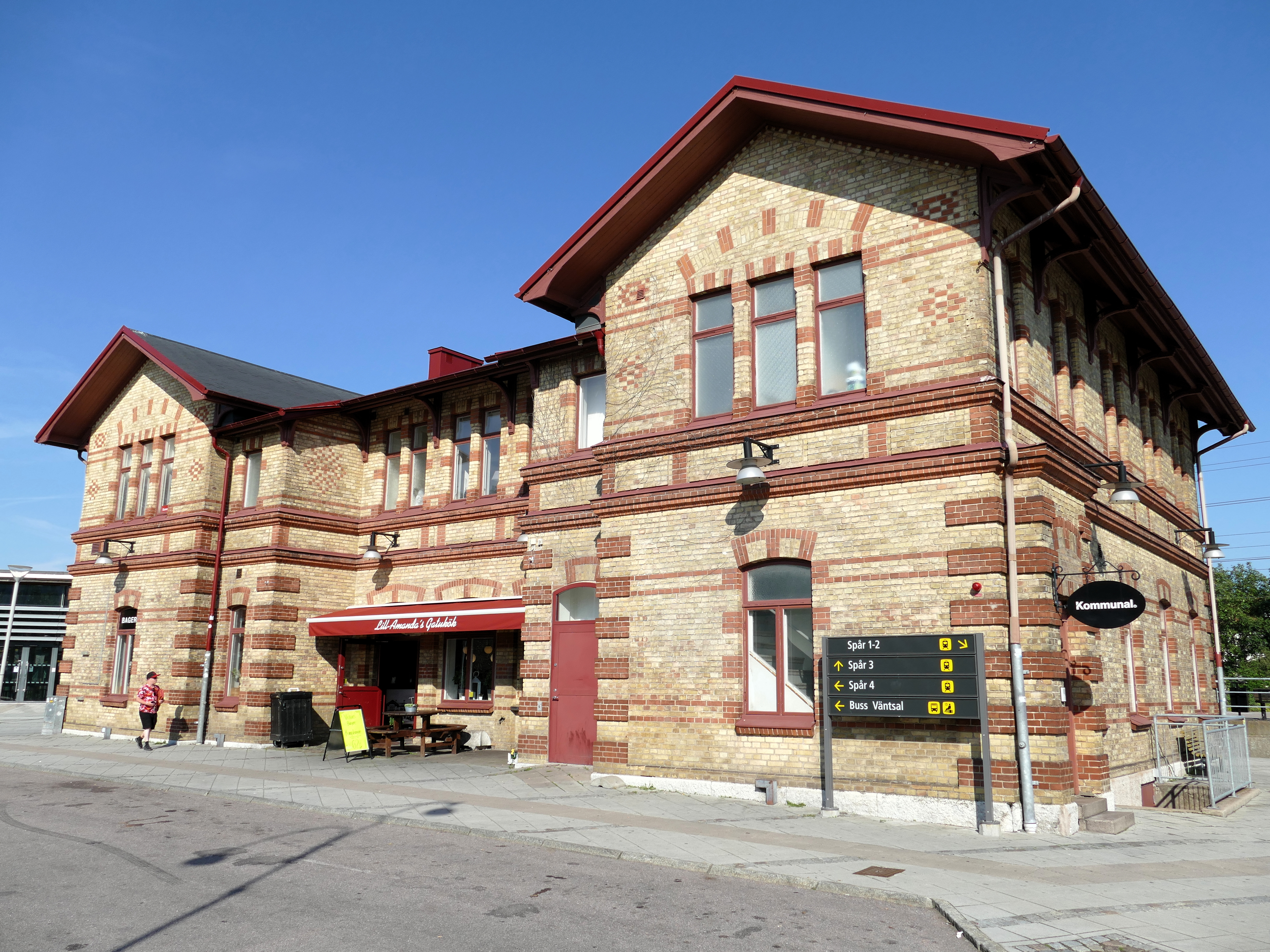
Kungsbacka station

Trafiken till Kungsbacka inleddes 17 augusti 1992, sedan dubbelspår byggts på sträckan Mölndal–Kungsbacka. Den nya underjordiska stationen Liseberg stod klar 1993.

### Alependeln

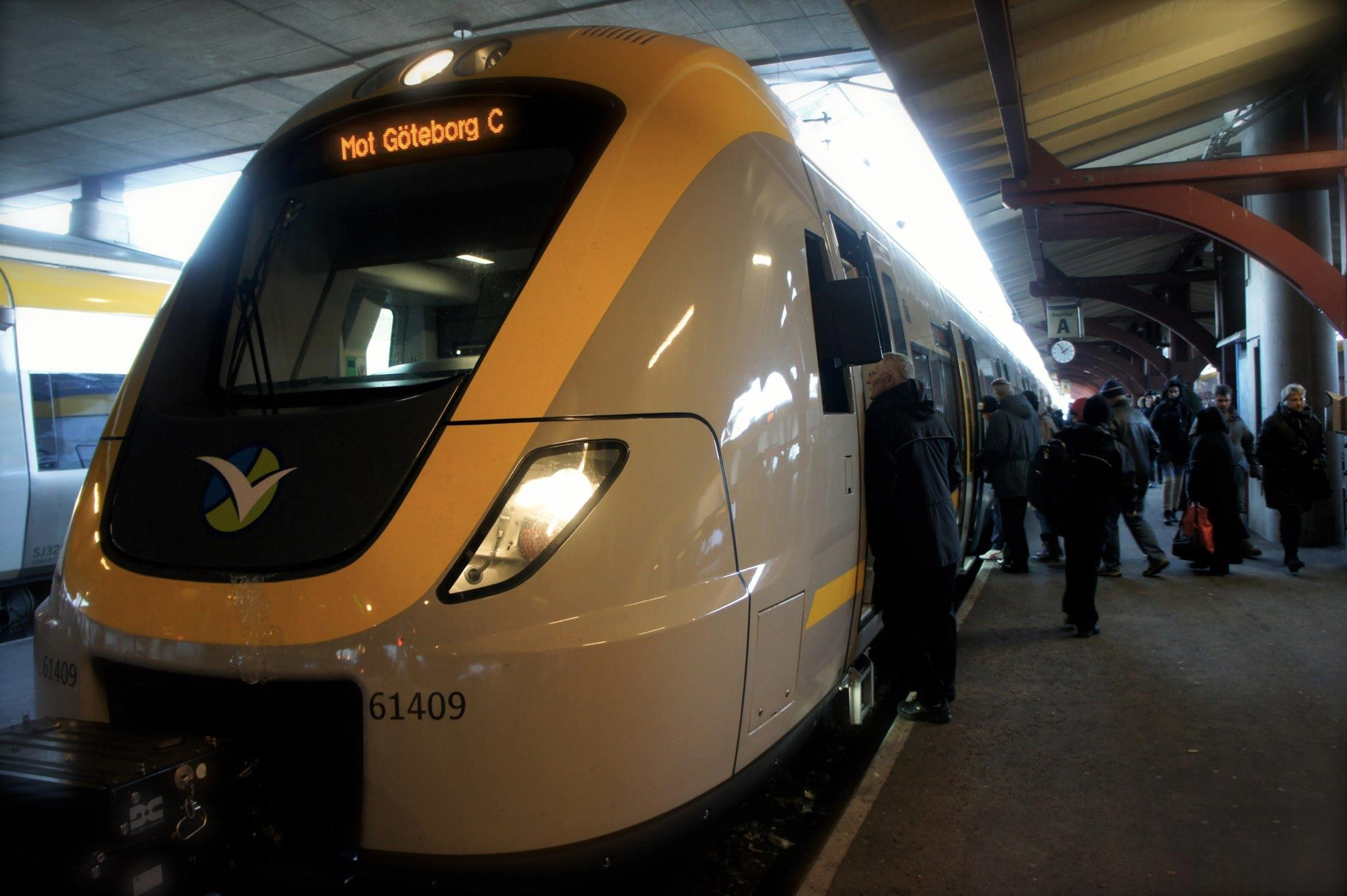
Pendeltåg av typen X61 på Göteborgs centralstation
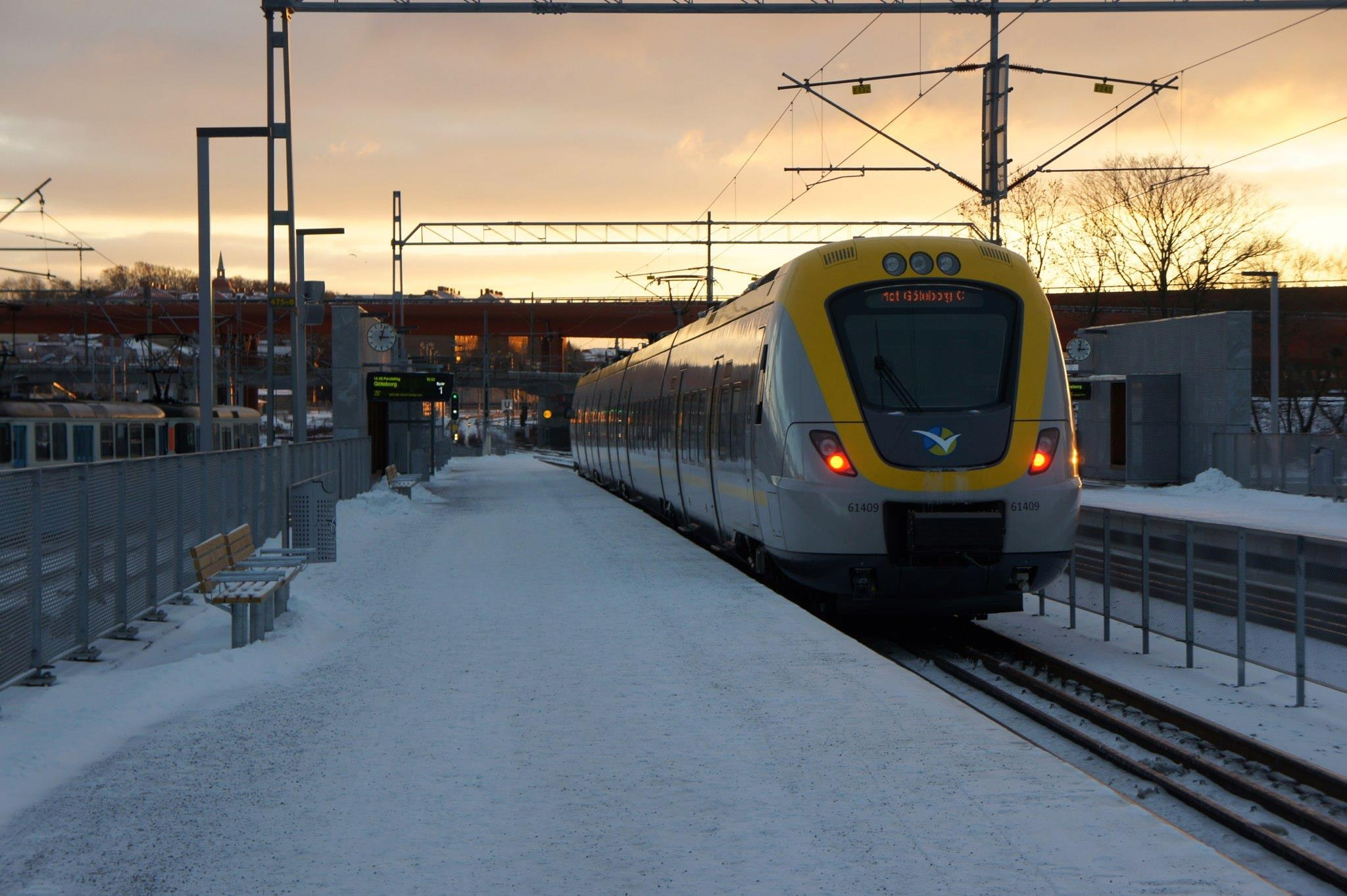
Gamlestaden station
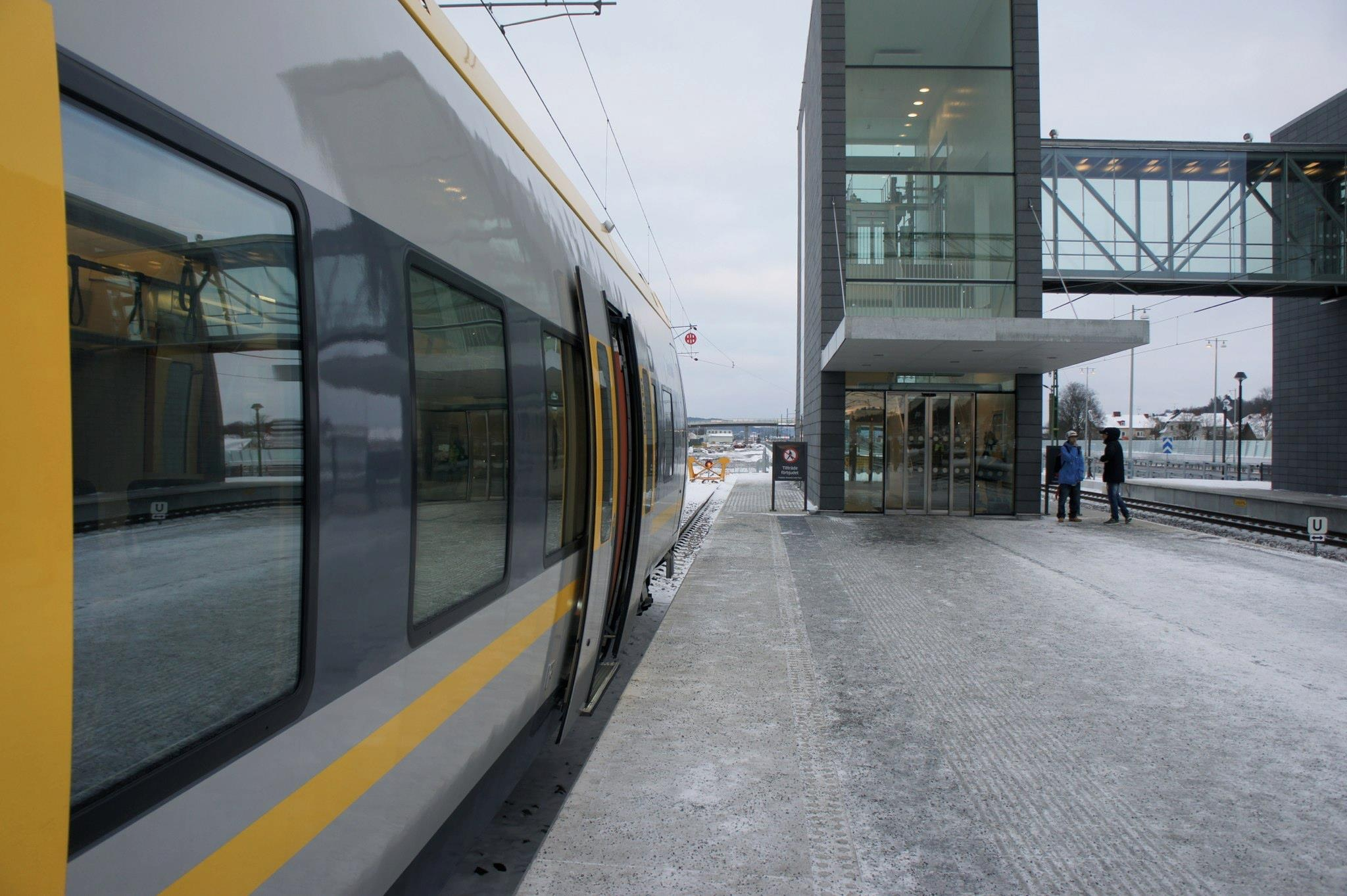
Älvängens station

Den 8 december 2012 öppnade den senaste byggda pendeltågslinjen mellan Göteborg C och Älvängen. En av stationerna längs linjen är Gamlestadens station som kommer att byggas ut med ett större affärscentrum och är en stor knutpunkt med flera spårvagnslinjer. Denna sträcka på Norge/Vänerbanan som tidigare haft enkelspår fick dubbelspår som stod helt klart 2012. Stationerna ligger i Gamlestaden, Surte, Bohus, Nödinge, Nol och Älvängen. En ny station för regionaltåg har även byggts söder om Lödöse.

## Linjer
| Linje                 | Sträcka med större stationer              | Öppnad     | Längd   | Stationer                           | Turtäthet                           | Restid                              |
| --------------------- | ----------------------------------------- | ---------- | ------- | ----------------------------------- | ----------------------------------- | ----------------------------------- |
| 131 Alingsåspendeln   | Göteborg C –Partille–Lerum–Floda–Alingsås | 1960-talet | 45,1 km | 12                                  | 2–3/timme/riktn                     | 39 min                              |
| 132 Kungsbackapendeln | Göteborg C –Liseberg –Mölndal –Kungsbacka | 1992       | 27,7 km | 8                                   | 4/timme/riktn                       | 25 min                              |
| 133 Alependeln        | Göteborg C –Gamlestaden –Bohus –Älvängen  | 2012       | 31 km   | 7                                   | 4/timme/riktn                       | 27 min                              |
| Totalt                | Totalt                                    | Totalt     | 104 km  | 25 (Göteborg C ingår i alla linjer) | 25 (Göteborg C ingår i alla linjer) | 25 (Göteborg C ingår i alla linjer) |

I Alingsås, Gamlestaden, Bohus, Älvängen, Liseberg, Mölndal och Kungsbacka stannar Västtrafiks regionaltåg som man kan åka på med samma biljett som motsvarande pendeltåg.
I Alingsås, Mölndal och Kungsbacka stannar SJ regional respektive Öresundståg som man kan åka på med samma månadskort som pendeltåg. För enkelresor krävs dock operatörens egen biljett.

## Upprustning och förnyelse

### Ombyggnad av tågen
Fler X10-tåg köptes in och i mitten på 1990-talet började man bygga om tågen så att de även skulle kunna användas i regionaltrafiken till Strömstad, Uddevalla, Vänersborg och Borås. De utrustades med bland annat bekvämare säten av samma typ som på regionbussarna, individuella radiomottagare vid varje plats, passagerartoalett, bagagehylla samt bättre isolering för passagerarna mot buller och drag. Mittendörrarna togs bort för att kunna ge rum till de sittplatser som toaletten och bagagehyllan tagit i anspråk. Beteckningen på dem ändrades till X11 i och med det.
Flera av stationerna ligger i kurvor, främst på Alingsåsbanan. Därför har man vid senare revisioner varit tvungen att installera utskjutbara påstigningsramper även vid mittendörrarna, då den rundade plattformen kommer för långt bort, för högt eller för lågt för att passagerare ska kunna stiga av eller på utan att riskera att behöva trilla ner mellan tåg och plattformskant. Då mittendörrarna tagits bort fick man fler sittplatser. Den längre tid det tog för av- och påstigningar med färre dörrar kompenserades delvis av den minskade tid det tar att rulla in och ut ramperna.

### Upprustningen 2005
Under 2005 började man även att rusta upp tågen med ny inredning, nya säten och lysdioder innanför trappstegen. Även destinationsskyltningen byttes ut: den ursprungliga var av rullbandstyp och den nuvarande är av fullmatristyp. De båda Gävleborgsvagnarna (nummer 3182 och 3183) var de första som fick fullmatrisskyltar och nummer 3206 var den sista.
Det första tågsättet som rustades upp var nummer 3141 och det sista nummer 3204. Vagnarna 3204–3211 utrustades på prov med ett realtidsstyrt datorsystem som ska sköta skyltningen och stationsutropen automatiskt. Detta system har sedan installerats permanent i de flesta fordon. Passagerarna kan också se tågets destination, nästa station och klockan på skärmar i tåget. Systemet finns redan på många andra tågfordon och även spårvagnar och bussar i Göteborg har ett liknande system.
Under 2008 och 2009 installerades fjärrblockering på södra halvan av Bohusbanan vilket möjliggjorde 22 tåg per riktning och dag Göteborg–Stenungsund och 16 Göteborg–Uddevalla mot 10 innan. De betecknas som regionaltåg (bland annat för att den första stationen är Ytterby, 22 kilometer från Göteborg), men kan också räknas som mellanting mellan pendeltåg och regionaltåg.

### Färgsättning
De första pendeltågen från 1960-talet hade samma färger som SJ:s dåvarande vagnar hade, en mörk brunröd färg. Under 1970-talet började man trafikera med modernare motorvagnar av modell X6 som var knallröda på utsidan och hade antingen gröna eller röda galonsäten inuti. Väggarna inuti vagnarna hade en ljusgrön färg. Tågen fick sitt eget namn uppkallade efter de sjöar som tågen passerade på vägen mellan Göteborg och Alingsås till exempel Sävelången, Aspen och Mjörn. Tågen hade tidigare trafikerat Stockholms pendeltågsnät och liknade tunnelbanans vagnar. 1985 började nya pendeltågsvagnar trafikeras av Göteborgsregionens Lokaltrafik (GL) av modellen X10. Dessa vagnar var målade i samma färger som bussarna. Vagnarna var vita med en blå över och underdel samt med tre dekorlinjer längs sidorna: en blå överst, en gul i mitten och en röd underst. Även dessa tåg var uppkallade efter de sjöar som finns längs sträckan. Nya vagnar började även trafikera pendeltågslinjen mot Kungsbacka som öppnade 1992.
På tågfronterna fanns en oval logotyp med texten ”GL-Tåget” som var skriven med gula bokstäver på blå botten. Vid ombyggnaden till X11 ersattes den av texten ”Västtåg” som var skriven med blå bokstäver men år 2000 fick den ge plats åt det nya länstrafikbolaget Västtrafiks logotyp som fortfarande pryder tågens fronter. Västtrafik hade ännu inte tagit fram någon ny färgsättning, vilket gjorde att den gamla kom att användas i ytterligare fem år och under dessa tillkom ytterligare två tåg (nummer 3182 och 3183) som tidigare rullat i Gävleborgs län. Dessa målades om i samma färger som de övriga tågen hade, men utan några dekorlinjer.
Mellan 2004 och 2009 målades tågen om och fick gul under- och överdel och grå sidor med gul dekorlinje. Tågsätten målades om i följande ordning, från först till sist: 3208 - 3204 - 3212 - 3213 - 3207 - 3141 - 3144 - 3142 - 3146 - 3147 - 3182 - 3206 - 3183 - 3145 - 3139 - 3140 - 3143 - 3172 - 3171 - 3210 - 3209 - 3205 - 3211.

### Ny operatör
Driften av både pendel- och regionaltågstrafiken upphandlades 2009 och det beslutades av Västtrafik i augusti 2009 att DSB väst fick uppdraget som operatör från december 2010. Det blir fortfarande Västtrafik som äger tågen och hanterar biljettsystemet, men operatören anställer både förare och tågpersonal. Konkurrenten DB Regio överklagade Västtrafiks tilldelningsbeslut vid Länsrätten i Mariestad och senare vid Kammarrätten. Både länsrätten och kammarrätten dömde enligt Västtrafiks önskemål. Västtrafiks har träffat ett korttidsavtal med DSB väst om trafiken för att begränsa skadeståndet om DB Regio skulle vinna till slut.
I mars 2012 meddelande DSB väst att man hade ekonomiska bekymmer och att trafiken på pendeltågen skulle kunna ställas in med mycket kort varsel. Efter förhandlingar mellan beställaren Västtrafik och DSB Väst AB enades man om att trafiken tas över av SJ den 1 maj 2012 vilket också skedde. SJ bildade ett dotterbolag vid namn SJ Götalandståg AB som fick uppdraget att utföra samma trafik som DSB Väst AB gjorde under tre år från 1 maj 2012. Efter en upphandling under 2014 fick SJ förnyat förtroende att köra pendeltågen fram till december 2024.

### Nya tågsätt för pendeltågen
De 23 tågsätt av typ X11 som användes fram till 2013 hade rullat i över 25 år och började bli slitna. De saknade lågt golv, vilket är viktigt för att uppfylla dagens krav på handikappanpassning och komfort, bland annat har endast 12 av de 23 tågen luftkonditionering. Dessutom behövs fler tåg då man ska utöka trafiken på de befintliga linjerna och till den Alependeln som öppnades under 2012. Den nyare tågvagnarna är X61 från Alstom och Siemens med lågt golv, klimatanläggning, högre topphastighet och bättre acceleration, vilket ger kortare restid. Västtrafik beställde sammanlagt elva tågsätt 2008, med leverans 2011. Hösten 2010 beslutade Västtrafik att beställa ytterligare elva tågsätt, med leverans åren 2012 och 2013. Tågsätten av typ X11 planeras att skrotas 2024, i samband med att tågsätt av typ X80 tas i trafik.[Uppdatering behövs]

## Spårkapacitet
Dagens spårkapacitet (innan Västlänken är byggd) är begränsad och man byggde under 2007 om spåren till och från Göteborgs centralstation, för att öka kapaciteten. Det finns en flaskhals där kallad "midjan" som begränsar kapaciteten, och ombyggnaden var nödvändig för framtida fler linjer. Efter att Alependeln gick i drift 2012 är det kapacitetsbrist, särskilt inne på Göteborgs centralstation.
Alingsåslinjen har (2010) i normaltrafik bara två turer per timme. Man har sedan 2008 utökat med upp till två extraturer till och från Floda per timme i rusningstrafik (i första hand i rusningsriktningen) men det finns inte kapacitet för mer för närvarande, 2010.
Det är olika medelhastighet och gångtider för fjärrtåg (25 minuter för X 2000 mellan Göteborg och Alingsås fastän snabbare önskas) och pendeltåg (40 minuter) samt godståg så att de långsammare tågen kan vara i vägen för de snabbare. Om X 2000 österifrån kommer för sent till Alingsås och hamnar bakom pendeltåget, innebär det runt tio minuter ytterligare försening, när det får gå bakom pendeltåget.
Trafikverket kommer att bygga nya förbigångsspår öster om Lerum, men de är avsedda i första hand för godståg. Om man använder dem för omkörningar av pendeltåg kommer pendeltåget att försenas, eftersom spåren inte är så långa, därför kommer det bara göras i undantagsfall. Det dåvarande Banverket önskade två nya långa spår genom hela Lerum för fjärrtåg, men planerna avstyrdes av Lerums kommun som inte önskar nya spår genom tätorten, utan en ny järnväg utanför, vilket dock hade blivit mycket dyrt.
På Kungsbackalinjen har man två turer per timme i normaltrafik och fyra turer per timme i rusningstrafik. Där är det mindre belastning, eftersom det är färre godståg och fjärrtåg, och för att pendeltågen gör färre uppehåll. Medelhastigheten är ändå inte så hög för fjärrtåg Göteborg–Kungsbacka, runt 100 kilometer i timmen, vilket delvis beror på den långsamma biten närmast Göteborg.
På Älvängenlinjen går fyra turer per timme och riktning i rusningstrafik och två turer i normaltrafik (2018).

## Framtid

### Västlänken med ny pendeltågslinje
|  | Unknown BSicon "exKBHFa" |

|  | Unknown BSicon "exHST" |

|  | Unknown BSicon "exHST" |

|  | Unknown BSicon "exHST" |

|  | Unknown BSicon "exHST" |

|  | Unknown BSicon "exHST" |

|  | Unknown BSicon "exHST" |

|  |  | Unknown BSicon "exSTR" | Head station |

|  |  | Unknown BSicon "exSTR" | Stop on track |

|  |  | Unknown BSicon "exSTR" | Stop on track |

|  |  | Unknown BSicon "exSTR" | Stop on track |

|  |  | Unknown BSicon "exSTR" | Stop on track |

|  |  | Unknown BSicon "exSTR" | Stop on track |

|  |  | Unknown BSicon "xKRWg+l" | Unknown BSicon "KRWr" |

|  |  | Straight track | Head station |

|  |  | Straight track | Stop on track |

|  |  | Straight track | Stop on track |

|  |  | Straight track | Stop on track |

|  |  | Straight track | Stop on track |

|  |  | Straight track | Stop on track |

|  |  | Straight track | Stop on track |

|  |  | Straight track | Stop on track |

|  |  | Straight track | Stop on track |

|  |  | Straight track | Stop on track |

|  |  | Straight track | Stop on track |

|  |  | Straight track | Unknown BSicon "eHST" |

|  |  | Unknown BSicon "KRWg+l" | Unknown BSicon "KRWr" |

|  | Unknown BSicon "exSTRc2" | Unknown BSicon "ABZ2x3" + Straight track | Unknown BSicon "STRc3" |

| Unknown BSicon "exSTRc2" | Unknown BSicon "exSTR3+1" | Straight track + Unknown BSicon "lKRZu+F" + Unknown BSicon "STRc1" + Unknown BSicon "exSTRc4" | Unknown BSicon "STR+4" |

| Unknown BSicon "extSTR+1a" | Unknown BSicon "3STR+1" + Unknown BSicon "exSTRc4" | Unknown BSicon "3KRZu-" | Unknown BSicon "3ABZg+4" |

| Unknown BSicon "extSTR" | Unknown BSicon "KRWg+l" | Unknown BSicon "KRWr" | Straight track |

| Unknown BSicon "extBHF" + Unknown BSicon "HUBaq" | End station + Unknown BSicon "HUBeq" |  | Straight track |

| Unknown BSicon "extHST" |  |  | Straight track |

| Unknown BSicon "extSTR" |  |  | Unknown BSicon "tSTRa" |

| Unknown BSicon "extSTR2" | Unknown BSicon "extSTRc3" |  | Unknown BSicon "tHST" |

| Unknown BSicon "extSTRc1" | Unknown BSicon "extSTR2+4" + Unknown BSicon "exlHST" | Unknown BSicon "tSTRc2" + Unknown BSicon "extSTRc3" | Unknown BSicon "tSTR3" |

|  | Unknown BSicon "extSTRc1" | Unknown BSicon "tABZ+1x4" | Unknown BSicon "tSTRc4" |

|  | Unknown BSicon "tSTRe" |

|  |  | Unknown BSicon "eKRWgl" | Unknown BSicon "exKRW+r" |

|  |  | Straight track | Unknown BSicon "exHST" |

|  |  | Straight track | Unknown BSicon "exHST" |

|  |  | Straight track | Unknown BSicon "exHST" |

|  |  | Straight track | Unknown BSicon "extSTRa" |

|  |  | Straight track | Unknown BSicon "extKBHFe" |

|  | Stop on track |

|  | Stop on track |

|  | Stop on track |

|  | Stop on track |

|  | Stop on track |

|  | End station |

|  |

|  |

|  | Unknown BSicon "exKBHFa" |

|  | Unknown BSicon "exHST" |

|  | Unknown BSicon "exHST" |

|  | Unknown BSicon "exHST" |

|  | Unknown BSicon "exHST" |

|  | Unknown BSicon "exHST" |

|  | Unknown BSicon "exHST" |

|  |  | Unknown BSicon "exSTR" | Head station |

|  |  | Unknown BSicon "exSTR" | Stop on track |

|  |  | Unknown BSicon "exSTR" | Stop on track |

|  |  | Unknown BSicon "exSTR" | Stop on track |

|  |  | Unknown BSicon "exSTR" | Stop on track |

|  |  | Unknown BSicon "exSTR" | Stop on track |

|  |  | Unknown BSicon "xKRWg+l" | Unknown BSicon "KRWr" |

|  |  | Straight track | Head station |

|  |  | Straight track | Stop on track |

|  |  | Straight track | Stop on track |

|  |  | Straight track | Stop on track |

|  |  | Straight track | Stop on track |

|  |  | Straight track | Stop on track |

|  |  | Straight track | Stop on track |

|  |  | Straight track | Stop on track |

|  |  | Straight track | Stop on track |

|  |  | Straight track | Stop on track |

|  |  | Straight track | Stop on track |

|  |  | Straight track | Unknown BSicon "eHST" |

|  |  | Unknown BSicon "KRWg+l" | Unknown BSicon "KRWr" |

|  | Unknown BSicon "exSTRc2" | Unknown BSicon "ABZ2x3" + Straight track | Unknown BSicon "STRc3" |

| Unknown BSicon "exSTRc2" | Unknown BSicon "exSTR3+1" | Straight track + Unknown BSicon "lKRZu+F" + Unknown BSicon "STRc1" + Unknown BSicon "exSTRc4" | Unknown BSicon "STR+4" |

| Unknown BSicon "extSTR+1a" | Unknown BSicon "3STR+1" + Unknown BSicon "exSTRc4" | Unknown BSicon "3KRZu-" | Unknown BSicon "3ABZg+4" |

| Unknown BSicon "extSTR" | Unknown BSicon "KRWg+l" | Unknown BSicon "KRWr" | Straight track |

| Unknown BSicon "extBHF" + Unknown BSicon "HUBaq" | End station + Unknown BSicon "HUBeq" |  | Straight track |

| Unknown BSicon "extHST" |  |  | Straight track |

| Unknown BSicon "extSTR" |  |  | Unknown BSicon "tSTRa" |

| Unknown BSicon "extSTR2" | Unknown BSicon "extSTRc3" |  | Unknown BSicon "tHST" |

| Unknown BSicon "extSTRc1" | Unknown BSicon "extSTR2+4" + Unknown BSicon "exlHST" | Unknown BSicon "tSTRc2" + Unknown BSicon "extSTRc3" | Unknown BSicon "tSTR3" |

|  | Unknown BSicon "extSTRc1" | Unknown BSicon "tABZ+1x4" | Unknown BSicon "tSTRc4" |

|  | Unknown BSicon "tSTRe" |

|  |  | Unknown BSicon "eKRWgl" | Unknown BSicon "exKRW+r" |

|  |  | Straight track | Unknown BSicon "exHST" |

|  |  | Straight track | Unknown BSicon "exHST" |

|  |  | Straight track | Unknown BSicon "exHST" |

|  |  | Straight track | Unknown BSicon "extSTRa" |

|  |  | Straight track | Unknown BSicon "extKBHFe" |

|  | Stop on track |

|  | Stop on track |

|  | Stop on track |

|  | Stop on track |

|  | Stop on track |

|  | End station |

|  |

|  |

Den planerade Västlänken (pendeltågstunnel under Göteborg) kommer tillföra två nya pendeltågsstationer i centrala Göteborg, nämligen Haga och Korsvägen. Tunneln kommer att användas av pendeltåg från Kungsbacka, Alingsås och Älvängen. I samband med att man bygger Västlänken planeras en ny pendeltågslinje att byggas mellan Stenungsund och Landvetters flygplats som kommer att gå i den nya tågtunneln och passera station Haga och station Korsvägen. Vid Landvetters flygplats planeras det för en station som även ska trafikeras av regionaltåg mellan Göteborgs och Borås centralstationer samt av fjärrtåg. Också i Brunnsbo vid Backaplan i Göteborg planeras en station för byte mellan detta pendeltåg och den kommande spårvägslänken till Backa. Vissa tåg kommer att gå via Lisebergs station och vissa via Västlänken. Sträckorna Stenungsund–Göteborg C och Liseberg–Landvetters flygplats behöver byggas ut med dubbelspår för att klara den ökade pendeltågstrafiken.[källa behövs] Det finns dock inga planer på att bygga dubbelspår Stenungsund–Göteborg, vilket innebär att avgångar endast kan gå varje halvtimme. Sådan trafik finns redan sedan 2009, men kallas regionaltåg med varumärket Västtågen.
När Västlänken byggts måste alla pendeltåg, mot Alingsås, Kungsbacka, Älvängen och helst Stenungsund och Landvetter ha kvartstrafik på grund av det högre antalet passagerare (till följd av snabbare restider till stora arbetsplatser).[källa behövs] Bristen på tågturer får lösas såsom det gjorts innan, alltså parallell busstrafik.[källa behövs]
En ny pendeltågsstation Gustavsplatsen planeras byggas och därmed ersätta Sävenäs. Partille, Lerum samt Floda planeras få ökad trafik då även regionaltåg kommer att stanna.

### Götalandsbanan
Slutlösningen på kapacitetsproblemen mot Alingsås och Borås centralstation är Götalandsbanan, som är en ny järnväg mot Stockholm via Jönköping. Med den kommer belastningen på stambanan mot Alingsås att minska. På den planeras också tåg mot Landvetters flygplats och Borås att trafikera. Det blir pendeltåg mellan Göteborgs centralstation och Landvetters flygplats samt regionaltåg med få uppehåll mellan Göteborg centralstation och Borås via Landvetters flygplats. Detta för att undvika att hindra höghastighetstågen och för att banan behöver gå utanför samhällena, emedan de snabba tågen bullrar mer.
Regeringen har lovat att bygga sträckan Mölnlycke mot Borås via Landvetters flygplats, den sk Götalandsbanan. Då kan turtätheten öka mot Borås och till flygplatsen via regionaltåg.